# Radu Tudor
Radu Tudor (n. 24 iulie 1970, Constanța, România) este un analist militar și jurnalist român de televiziune care realizează emisiuni la Antena 3.  
În grila postului Antena 3 există o serie de emisiuni 
realizate de Radu Tudor:
- Punctul de întâlnire cu Radu Tudor,[3] emisiune pentru care a primit premiul APTR.[4]
- La ordinea zilei cu Dana Grecu și Radu Tudor [3]

## Volume publicate
- Secretele armatei. Puterea din umbră, 144 p., Editura Nemira, 2014, ISBN 9786065799448